# Pârjol, Bacău
Pârjol (în maghiară Perzsoj) este satul de reședință al comunei cu același nume din județul Bacău, Moldova, România.